# Ethniki Odos 57
Die Ethniki Odos 57 (griechisch Εθνική Οδός 57 ‚Nationalstraße 57‘) ist eine Straßenverbindung in Nordost-Griechenland. Sie verbindet die Stadt Drama (Δράμα) mit Bulgarien (Grenzübergang Ilinden-Exochi).

## Verlauf

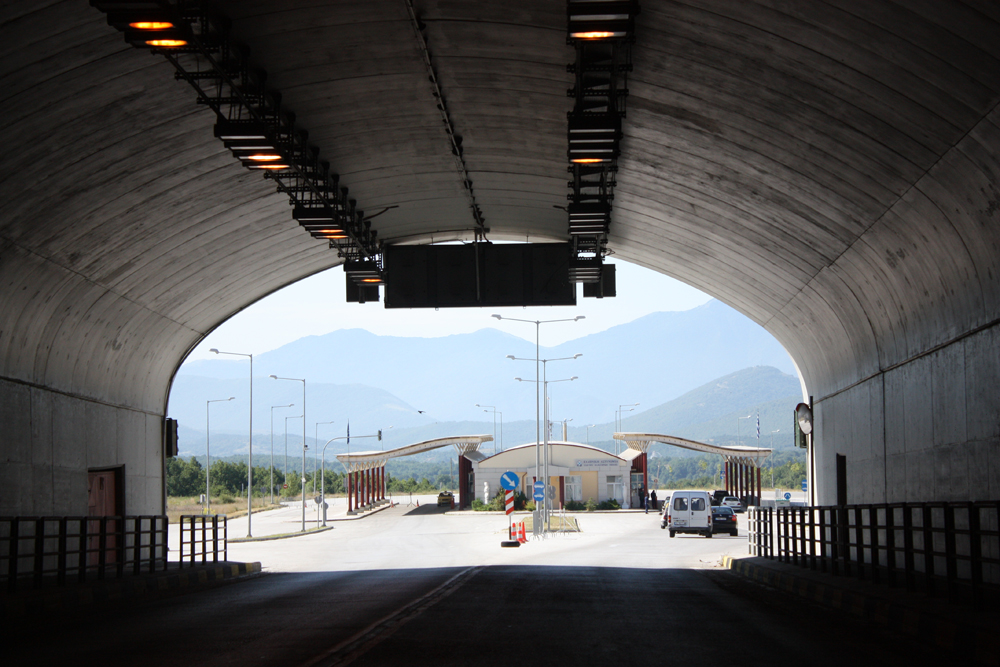
Grenzübergang Exochi – Ilinden (2011)

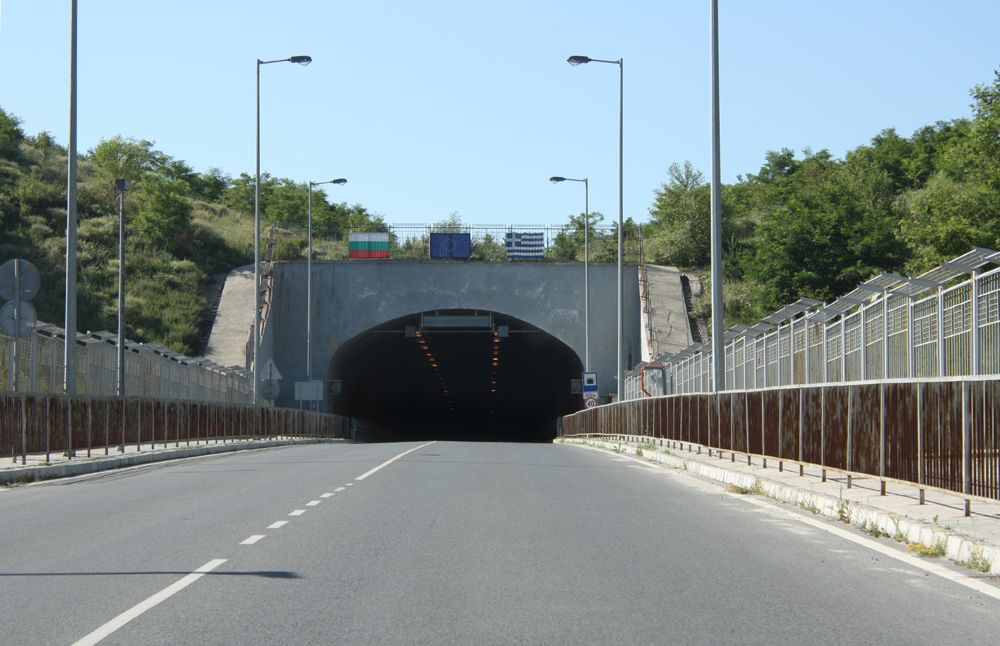
Der "Bärentunnel" am Grenzübergang

Die Straße führt von der Straße Ethniki Odos 12 im Westen von Drama zunächst nach Westen über Stavros nach Prosotsani, wendet sich dort nach Norden und führt über Granitis nach Kato Nevrokopi (Κάτω Νευροκοπί). Sie setzt sich an Exochi (Εξοχή) vorbei zur bulgarischen Grenze fort, die in einem 437 m langen Tunnel („Bärentunnel“) gequert wird (Grenzübergang Exochi – Ilinden). Auf bulgarischer Seite bildet die Straße II-19 die Fortsetzung.